# 渡邊修一
渡邊 修一（わたなべ しゅういち、1977年9月16日 - ）は、日本の俳優。茨城県出身。ゼロ・カンパニー所属。

## 出演

### 映画
- BACK STAGE/バックステージ（2001年）
- マッスルヒート（2002年）
- 青春☆金属バット（2006年）
- 無頼（2020年） - 組員 役

### テレビ番組
- ザ!世界仰天ニュース 再現ドラマ（日本テレビ） - 主要役 多数
- 行列のできる法律相談所 再現ドラマ（日本テレビ） - メイン役 多数
- 恐怖の食卓 再現ドラマ（2006年3月、フジテレビ） - 医者 役
- 世紀のワイドショー!ザ・今夜はヒストリー 再現ドラマ（2011年12月、TBS） - 清水一学 役
- ありえへん∞世界 再現ドラマ（2012年7月・2013年5月、テレビ東京） - メイン役 多数
- 実録! プラチナデータDNAミステリー事件簿〜あなたの運命は決められている!〜 再現ドラマ（2013年3月、フジテレビ）
- 世界瞬撮インパクター 再現ドラマ（2016年7月、テレビ朝日）
- トリハダ㊙スクープ映像 再現ドラマ（2016年8月、テレビ朝日） - 緒方刑事 役

### テレビドラマ
- 彼らの海VII Wish On The Polestar（2005年2月、テレビ熊本） - サーフショップ店長 役
- 坂の上の雲 第2部 第九回（2010年12月、NHK）
  - 坂の上の雲 第3部 第十一回・第十三回（2011年12月、NHK） - 兵士 役
- 大河ドラマ（NHK）
  - 平清盛 第6話（2012年2月） - 海賊 役
  - 八重の桜 第23話（2013年6月） - 遠藤条之助 役
  - おんな城主 直虎 第7話（2017年2月） - 検地役人 役
  - 麒麟がくる 第28話・第29話（2020年10月） - 役人 役
- 連続テレビ小説 梅ちゃん先生 第10話（2012年4月、NHK）
- Answer〜警視庁検証捜査官（2012年4月 - 6月、テレビ朝日） - 渡辺刑事 役
- 警視庁捜査一課9係 season8 第1話 （2013年7月、テレビ朝日） - 中川雄介 役
- 実験刑事トトリ 第2シリーズ 第3話（2013年10月、NHK）
- あさきゆめみし 〜八百屋お七異聞 第10話（2013年11月、NHK）
- トクチョウの女（2017年3月、フジテレビ） - 菅野直助 役
- 放送90年 大河ファンタジー「精霊の守り人」II 悲しき破壊神 第9話（2017年3月、NHK） - カシャル 役
- 土曜時代ドラマ（NHK）
  - アシガール 第5話（2017年10月） - 高山兵 役
  - ぬけまいる〜女三人伊勢参り 第5話（2018年12月） - 客 役
- 英雄たちの選択スペシャル「決戦!西南戦争 ラストサムライ 西郷隆盛の真実」（2018年11月、NHK BSプレミアム） - 篠原国幹 役
- 星とレモンの部屋（2021年3月、NHK） - 警官 役
- 木曜劇場 SUPER RICH 第1話（2021年10月、フジテレビ）

### CM・広告
- ヨドバシカメラ
- マルちゃん 黒い豚カレーうどん
- ソニー ブラビア インフォマーシャル（2009年）
- Canon iVIS WEB用CM（2010年 - 2011年） - パパ 役
- JAバンク「“新”な人々篇」（2011年）
- コニカミノルタ「コニカミノルタマンI」（2012年）
- 大都技研「パイレーツワールド：面接篇」（2012年）
- 花王 ヘルシア緑茶「濃さが効く篇」（2014年）
- ネスレ「ネスカフェ アンバサダー」インフォマーシャル（2019年）
- LINEモバイル「300円食堂」WEB用CM（2019年 - 2020年） - 鳶 役
- Honda「Honda認定中古車 U-Select：いろんなUへ篇」（2020年 - 2021年） - 整備士 役
- SMBCモビット（2021年） - 漁師 役
- 大塚製薬 WEB用CM「ポカリ、あげなきゃ。」（2021年） - 引っ越し作業員 役

### オリジナルビデオ
- 暗黒街の帝王 カポネと呼ばれた男（2008年） - カン 役

### 舞台
- 白地に赤く（2003年、ゼロ・カンパニー） - 主演
- 路地裏の花2（2004年、ゼロ・カンパニー）
- 生キテ虜囚ノ辱メヲウケズ（2006年、ゼロ・カンパニー）
- あとは野となれ山となれ（2006年、ゼロ・カンパニー） - 主演
- 男涙に花も散る（2006年、ゼロ・カンパニー）
- 中野侍（演劇サムライナンバーナイン）
- LIGHT（2008年、SPIRAL CHARIOTS）
- 本郷真砂町奇譚（2020年、アドレナリン21）